# Кумзари
Кумзари́ (перс. کمزاری‎) или лараки (لارکی) — иранский язык, на котором говорят кумзары, в деревне Кумзар на побережье полуострова Мусандам, на севере Омана. Это единственный иранский язык, распространённый только на Аравийском полуострове. Кумзары также живут в городе Эль-Хасаб, в районе Дибба, а также в различных деревнях и на острове Ларек. Они являются потомками рыбаков, которые населяли побережье Персидского и Оманского заливов.
Язык восходит к раннему фарси и тесно связан с минаби, диалектом в южном Белуджистане. Основываясь на методах сравнительно-исторического языкознания, можно прийти к выводу о том, что кумзари был распространён на этой территории ещё до распространения ислама в VII веке. Большая часть словаря, грамматической и синтаксической структуры языка является иранской, хотя имеется большое количество арабских слов, существующих в повседневной речи. Несмотря на то, что на нём говорят рыбаки Персидского залива, его фонология ближе к арабской. Диалекты провинции Фарс взаимно понятны носителям лури.
Согласно Ethnologue, общее число носителей оценивается в 2400 человек; по другим данным, доходит до 4000—5000 человек. Молодёжь, как правило, изучает арабский язык, а не свой родной. Язык бесписьменный.